# Janne Sjöström
Jan "Janne" Enar Christer Sjöström, född 10 april 1948 i Skogs församling, död 12 september 2013, var en svensk fotbollsspelare. Han spelade bland annat i IFK Göteborg, Hammarby IF och landslaget.

## Karriär
Han spelade i Sandåkerns SK:s A-lag redan som 14-åring. Därefter spelade han i IFK Göteborg.
Sjöström spelade i Hammarby IF mellan 1969 och 1979 och gjorde totalt 80 mål för laget, 74 av dessa mål i Allsvenskan. Janne Sjöström var under 1970-talet radarpar med Tom Turesson. Han är den spelare som gjort flest mål någonsin i derbyt mellan Hammarby och Djurgården; 12 mål i allsvenskan. Sjöström gjorde hattrick mot New York Cosmos 1975. Efter matchen sa Pelé; "jag har mött min överman". Sjöström spelade åtta matcher i landslaget.
Efter spelarkarriären blev Janne Sjöström tränare. Det första tränaruppdraget var i Nyköpings BIS. Därefter tränade han bland annat BK Häcken och Kalmar FF. Han tränade Skellefteå AIK Fotboll under två säsonger i början av 1980-talet. I Spårvägens IF var han tränare och senare klubbdirektör. Därefter tränade han ett antal Stockholmsklubbar i olika divisioner.